# ستانکوف (ناحیه دوماژلیتسه)
ستانکوف (به چکی: Staňkov) یک منطقهٔ مسکونی در جمهوری چک است که در ناحیه دوماژلیتسه واقع شده‌است. ستانکوف ۳٬۲۷۶ نفر جمعیت دارد.